# Збандутто, Владимир Павлович
Владимир Павлович Збандутто (1904 — 1959) — советский шахматист, шахматный функционер и организатор. По профессии — врач-рентгенолог.
Выдвинулся в ленинградских соревнованиях 1920-х гг.
Основных успехов добился в игре по переписке. Дважды участвовал в чемпионатах СССР по переписке (1940—1941 и 1948—1951 гг.). Был главным судьей двух чемпионатов СССР по переписке (1952—1955 и 1955—1957 гг.).
В период с 1938 по 1957 гг. был председателем Всесоюзного комитета турниров по переписке Шахматной федерации СССР.

## Примечательная партия
|   | a | b | c | d | e | f | g | h |   |
| - | --- | --- | --- | --- | --- | --- | --- | --- | - |
| 8 | d8 чёрная ладья · a7 чёрная пешка · c7 чёрный король · d7 чёрный слон · f7 чёрная пешка · h7 чёрная пешка · a6 белый слон · c6 чёрная пешка · e6 чёрная пешка · f6 чёрный слон · e5 белая ладья · f5 чёрная пешка · b4 чёрный ферзь · g4 чёрная ладья · b3 белая пешка · c3 белый конь · f3 белый ферзь · a2 белая пешка · c2 белая пешка · f2 белая пешка · g2 белая пешка · h2 белая пешка · b1 белый король · d1 белая ладья | d8 чёрная ладья · a7 чёрная пешка · c7 чёрный король · d7 чёрный слон · f7 чёрная пешка · h7 чёрная пешка · a6 белый слон · c6 чёрная пешка · e6 чёрная пешка · f6 чёрный слон · e5 белая ладья · f5 чёрная пешка · b4 чёрный ферзь · g4 чёрная ладья · b3 белая пешка · c3 белый конь · f3 белый ферзь · a2 белая пешка · c2 белая пешка · f2 белая пешка · g2 белая пешка · h2 белая пешка · b1 белый король · d1 белая ладья | d8 чёрная ладья · a7 чёрная пешка · c7 чёрный король · d7 чёрный слон · f7 чёрная пешка · h7 чёрная пешка · a6 белый слон · c6 чёрная пешка · e6 чёрная пешка · f6 чёрный слон · e5 белая ладья · f5 чёрная пешка · b4 чёрный ферзь · g4 чёрная ладья · b3 белая пешка · c3 белый конь · f3 белый ферзь · a2 белая пешка · c2 белая пешка · f2 белая пешка · g2 белая пешка · h2 белая пешка · b1 белый король · d1 белая ладья | d8 чёрная ладья · a7 чёрная пешка · c7 чёрный король · d7 чёрный слон · f7 чёрная пешка · h7 чёрная пешка · a6 белый слон · c6 чёрная пешка · e6 чёрная пешка · f6 чёрный слон · e5 белая ладья · f5 чёрная пешка · b4 чёрный ферзь · g4 чёрная ладья · b3 белая пешка · c3 белый конь · f3 белый ферзь · a2 белая пешка · c2 белая пешка · f2 белая пешка · g2 белая пешка · h2 белая пешка · b1 белый король · d1 белая ладья | d8 чёрная ладья · a7 чёрная пешка · c7 чёрный король · d7 чёрный слон · f7 чёрная пешка · h7 чёрная пешка · a6 белый слон · c6 чёрная пешка · e6 чёрная пешка · f6 чёрный слон · e5 белая ладья · f5 чёрная пешка · b4 чёрный ферзь · g4 чёрная ладья · b3 белая пешка · c3 белый конь · f3 белый ферзь · a2 белая пешка · c2 белая пешка · f2 белая пешка · g2 белая пешка · h2 белая пешка · b1 белый король · d1 белая ладья | d8 чёрная ладья · a7 чёрная пешка · c7 чёрный король · d7 чёрный слон · f7 чёрная пешка · h7 чёрная пешка · a6 белый слон · c6 чёрная пешка · e6 чёрная пешка · f6 чёрный слон · e5 белая ладья · f5 чёрная пешка · b4 чёрный ферзь · g4 чёрная ладья · b3 белая пешка · c3 белый конь · f3 белый ферзь · a2 белая пешка · c2 белая пешка · f2 белая пешка · g2 белая пешка · h2 белая пешка · b1 белый король · d1 белая ладья | d8 чёрная ладья · a7 чёрная пешка · c7 чёрный король · d7 чёрный слон · f7 чёрная пешка · h7 чёрная пешка · a6 белый слон · c6 чёрная пешка · e6 чёрная пешка · f6 чёрный слон · e5 белая ладья · f5 чёрная пешка · b4 чёрный ферзь · g4 чёрная ладья · b3 белая пешка · c3 белый конь · f3 белый ферзь · a2 белая пешка · c2 белая пешка · f2 белая пешка · g2 белая пешка · h2 белая пешка · b1 белый король · d1 белая ладья | d8 чёрная ладья · a7 чёрная пешка · c7 чёрный король · d7 чёрный слон · f7 чёрная пешка · h7 чёрная пешка · a6 белый слон · c6 чёрная пешка · e6 чёрная пешка · f6 чёрный слон · e5 белая ладья · f5 чёрная пешка · b4 чёрный ферзь · g4 чёрная ладья · b3 белая пешка · c3 белый конь · f3 белый ферзь · a2 белая пешка · c2 белая пешка · f2 белая пешка · g2 белая пешка · h2 белая пешка · b1 белый король · d1 белая ладья | 8 |
| 7 | d8 чёрная ладья · a7 чёрная пешка · c7 чёрный король · d7 чёрный слон · f7 чёрная пешка · h7 чёрная пешка · a6 белый слон · c6 чёрная пешка · e6 чёрная пешка · f6 чёрный слон · e5 белая ладья · f5 чёрная пешка · b4 чёрный ферзь · g4 чёрная ладья · b3 белая пешка · c3 белый конь · f3 белый ферзь · a2 белая пешка · c2 белая пешка · f2 белая пешка · g2 белая пешка · h2 белая пешка · b1 белый король · d1 белая ладья | d8 чёрная ладья · a7 чёрная пешка · c7 чёрный король · d7 чёрный слон · f7 чёрная пешка · h7 чёрная пешка · a6 белый слон · c6 чёрная пешка · e6 чёрная пешка · f6 чёрный слон · e5 белая ладья · f5 чёрная пешка · b4 чёрный ферзь · g4 чёрная ладья · b3 белая пешка · c3 белый конь · f3 белый ферзь · a2 белая пешка · c2 белая пешка · f2 белая пешка · g2 белая пешка · h2 белая пешка · b1 белый король · d1 белая ладья | d8 чёрная ладья · a7 чёрная пешка · c7 чёрный король · d7 чёрный слон · f7 чёрная пешка · h7 чёрная пешка · a6 белый слон · c6 чёрная пешка · e6 чёрная пешка · f6 чёрный слон · e5 белая ладья · f5 чёрная пешка · b4 чёрный ферзь · g4 чёрная ладья · b3 белая пешка · c3 белый конь · f3 белый ферзь · a2 белая пешка · c2 белая пешка · f2 белая пешка · g2 белая пешка · h2 белая пешка · b1 белый король · d1 белая ладья | d8 чёрная ладья · a7 чёрная пешка · c7 чёрный король · d7 чёрный слон · f7 чёрная пешка · h7 чёрная пешка · a6 белый слон · c6 чёрная пешка · e6 чёрная пешка · f6 чёрный слон · e5 белая ладья · f5 чёрная пешка · b4 чёрный ферзь · g4 чёрная ладья · b3 белая пешка · c3 белый конь · f3 белый ферзь · a2 белая пешка · c2 белая пешка · f2 белая пешка · g2 белая пешка · h2 белая пешка · b1 белый король · d1 белая ладья | d8 чёрная ладья · a7 чёрная пешка · c7 чёрный король · d7 чёрный слон · f7 чёрная пешка · h7 чёрная пешка · a6 белый слон · c6 чёрная пешка · e6 чёрная пешка · f6 чёрный слон · e5 белая ладья · f5 чёрная пешка · b4 чёрный ферзь · g4 чёрная ладья · b3 белая пешка · c3 белый конь · f3 белый ферзь · a2 белая пешка · c2 белая пешка · f2 белая пешка · g2 белая пешка · h2 белая пешка · b1 белый король · d1 белая ладья | d8 чёрная ладья · a7 чёрная пешка · c7 чёрный король · d7 чёрный слон · f7 чёрная пешка · h7 чёрная пешка · a6 белый слон · c6 чёрная пешка · e6 чёрная пешка · f6 чёрный слон · e5 белая ладья · f5 чёрная пешка · b4 чёрный ферзь · g4 чёрная ладья · b3 белая пешка · c3 белый конь · f3 белый ферзь · a2 белая пешка · c2 белая пешка · f2 белая пешка · g2 белая пешка · h2 белая пешка · b1 белый король · d1 белая ладья | d8 чёрная ладья · a7 чёрная пешка · c7 чёрный король · d7 чёрный слон · f7 чёрная пешка · h7 чёрная пешка · a6 белый слон · c6 чёрная пешка · e6 чёрная пешка · f6 чёрный слон · e5 белая ладья · f5 чёрная пешка · b4 чёрный ферзь · g4 чёрная ладья · b3 белая пешка · c3 белый конь · f3 белый ферзь · a2 белая пешка · c2 белая пешка · f2 белая пешка · g2 белая пешка · h2 белая пешка · b1 белый король · d1 белая ладья | d8 чёрная ладья · a7 чёрная пешка · c7 чёрный король · d7 чёрный слон · f7 чёрная пешка · h7 чёрная пешка · a6 белый слон · c6 чёрная пешка · e6 чёрная пешка · f6 чёрный слон · e5 белая ладья · f5 чёрная пешка · b4 чёрный ферзь · g4 чёрная ладья · b3 белая пешка · c3 белый конь · f3 белый ферзь · a2 белая пешка · c2 белая пешка · f2 белая пешка · g2 белая пешка · h2 белая пешка · b1 белый король · d1 белая ладья | 7 |
| 6 | d8 чёрная ладья · a7 чёрная пешка · c7 чёрный король · d7 чёрный слон · f7 чёрная пешка · h7 чёрная пешка · a6 белый слон · c6 чёрная пешка · e6 чёрная пешка · f6 чёрный слон · e5 белая ладья · f5 чёрная пешка · b4 чёрный ферзь · g4 чёрная ладья · b3 белая пешка · c3 белый конь · f3 белый ферзь · a2 белая пешка · c2 белая пешка · f2 белая пешка · g2 белая пешка · h2 белая пешка · b1 белый король · d1 белая ладья | d8 чёрная ладья · a7 чёрная пешка · c7 чёрный король · d7 чёрный слон · f7 чёрная пешка · h7 чёрная пешка · a6 белый слон · c6 чёрная пешка · e6 чёрная пешка · f6 чёрный слон · e5 белая ладья · f5 чёрная пешка · b4 чёрный ферзь · g4 чёрная ладья · b3 белая пешка · c3 белый конь · f3 белый ферзь · a2 белая пешка · c2 белая пешка · f2 белая пешка · g2 белая пешка · h2 белая пешка · b1 белый король · d1 белая ладья | d8 чёрная ладья · a7 чёрная пешка · c7 чёрный король · d7 чёрный слон · f7 чёрная пешка · h7 чёрная пешка · a6 белый слон · c6 чёрная пешка · e6 чёрная пешка · f6 чёрный слон · e5 белая ладья · f5 чёрная пешка · b4 чёрный ферзь · g4 чёрная ладья · b3 белая пешка · c3 белый конь · f3 белый ферзь · a2 белая пешка · c2 белая пешка · f2 белая пешка · g2 белая пешка · h2 белая пешка · b1 белый король · d1 белая ладья | d8 чёрная ладья · a7 чёрная пешка · c7 чёрный король · d7 чёрный слон · f7 чёрная пешка · h7 чёрная пешка · a6 белый слон · c6 чёрная пешка · e6 чёрная пешка · f6 чёрный слон · e5 белая ладья · f5 чёрная пешка · b4 чёрный ферзь · g4 чёрная ладья · b3 белая пешка · c3 белый конь · f3 белый ферзь · a2 белая пешка · c2 белая пешка · f2 белая пешка · g2 белая пешка · h2 белая пешка · b1 белый король · d1 белая ладья | d8 чёрная ладья · a7 чёрная пешка · c7 чёрный король · d7 чёрный слон · f7 чёрная пешка · h7 чёрная пешка · a6 белый слон · c6 чёрная пешка · e6 чёрная пешка · f6 чёрный слон · e5 белая ладья · f5 чёрная пешка · b4 чёрный ферзь · g4 чёрная ладья · b3 белая пешка · c3 белый конь · f3 белый ферзь · a2 белая пешка · c2 белая пешка · f2 белая пешка · g2 белая пешка · h2 белая пешка · b1 белый король · d1 белая ладья | d8 чёрная ладья · a7 чёрная пешка · c7 чёрный король · d7 чёрный слон · f7 чёрная пешка · h7 чёрная пешка · a6 белый слон · c6 чёрная пешка · e6 чёрная пешка · f6 чёрный слон · e5 белая ладья · f5 чёрная пешка · b4 чёрный ферзь · g4 чёрная ладья · b3 белая пешка · c3 белый конь · f3 белый ферзь · a2 белая пешка · c2 белая пешка · f2 белая пешка · g2 белая пешка · h2 белая пешка · b1 белый король · d1 белая ладья | d8 чёрная ладья · a7 чёрная пешка · c7 чёрный король · d7 чёрный слон · f7 чёрная пешка · h7 чёрная пешка · a6 белый слон · c6 чёрная пешка · e6 чёрная пешка · f6 чёрный слон · e5 белая ладья · f5 чёрная пешка · b4 чёрный ферзь · g4 чёрная ладья · b3 белая пешка · c3 белый конь · f3 белый ферзь · a2 белая пешка · c2 белая пешка · f2 белая пешка · g2 белая пешка · h2 белая пешка · b1 белый король · d1 белая ладья | d8 чёрная ладья · a7 чёрная пешка · c7 чёрный король · d7 чёрный слон · f7 чёрная пешка · h7 чёрная пешка · a6 белый слон · c6 чёрная пешка · e6 чёрная пешка · f6 чёрный слон · e5 белая ладья · f5 чёрная пешка · b4 чёрный ферзь · g4 чёрная ладья · b3 белая пешка · c3 белый конь · f3 белый ферзь · a2 белая пешка · c2 белая пешка · f2 белая пешка · g2 белая пешка · h2 белая пешка · b1 белый король · d1 белая ладья | 6 |
| 5 | d8 чёрная ладья · a7 чёрная пешка · c7 чёрный король · d7 чёрный слон · f7 чёрная пешка · h7 чёрная пешка · a6 белый слон · c6 чёрная пешка · e6 чёрная пешка · f6 чёрный слон · e5 белая ладья · f5 чёрная пешка · b4 чёрный ферзь · g4 чёрная ладья · b3 белая пешка · c3 белый конь · f3 белый ферзь · a2 белая пешка · c2 белая пешка · f2 белая пешка · g2 белая пешка · h2 белая пешка · b1 белый король · d1 белая ладья | d8 чёрная ладья · a7 чёрная пешка · c7 чёрный король · d7 чёрный слон · f7 чёрная пешка · h7 чёрная пешка · a6 белый слон · c6 чёрная пешка · e6 чёрная пешка · f6 чёрный слон · e5 белая ладья · f5 чёрная пешка · b4 чёрный ферзь · g4 чёрная ладья · b3 белая пешка · c3 белый конь · f3 белый ферзь · a2 белая пешка · c2 белая пешка · f2 белая пешка · g2 белая пешка · h2 белая пешка · b1 белый король · d1 белая ладья | d8 чёрная ладья · a7 чёрная пешка · c7 чёрный король · d7 чёрный слон · f7 чёрная пешка · h7 чёрная пешка · a6 белый слон · c6 чёрная пешка · e6 чёрная пешка · f6 чёрный слон · e5 белая ладья · f5 чёрная пешка · b4 чёрный ферзь · g4 чёрная ладья · b3 белая пешка · c3 белый конь · f3 белый ферзь · a2 белая пешка · c2 белая пешка · f2 белая пешка · g2 белая пешка · h2 белая пешка · b1 белый король · d1 белая ладья | d8 чёрная ладья · a7 чёрная пешка · c7 чёрный король · d7 чёрный слон · f7 чёрная пешка · h7 чёрная пешка · a6 белый слон · c6 чёрная пешка · e6 чёрная пешка · f6 чёрный слон · e5 белая ладья · f5 чёрная пешка · b4 чёрный ферзь · g4 чёрная ладья · b3 белая пешка · c3 белый конь · f3 белый ферзь · a2 белая пешка · c2 белая пешка · f2 белая пешка · g2 белая пешка · h2 белая пешка · b1 белый король · d1 белая ладья | d8 чёрная ладья · a7 чёрная пешка · c7 чёрный король · d7 чёрный слон · f7 чёрная пешка · h7 чёрная пешка · a6 белый слон · c6 чёрная пешка · e6 чёрная пешка · f6 чёрный слон · e5 белая ладья · f5 чёрная пешка · b4 чёрный ферзь · g4 чёрная ладья · b3 белая пешка · c3 белый конь · f3 белый ферзь · a2 белая пешка · c2 белая пешка · f2 белая пешка · g2 белая пешка · h2 белая пешка · b1 белый король · d1 белая ладья | d8 чёрная ладья · a7 чёрная пешка · c7 чёрный король · d7 чёрный слон · f7 чёрная пешка · h7 чёрная пешка · a6 белый слон · c6 чёрная пешка · e6 чёрная пешка · f6 чёрный слон · e5 белая ладья · f5 чёрная пешка · b4 чёрный ферзь · g4 чёрная ладья · b3 белая пешка · c3 белый конь · f3 белый ферзь · a2 белая пешка · c2 белая пешка · f2 белая пешка · g2 белая пешка · h2 белая пешка · b1 белый король · d1 белая ладья | d8 чёрная ладья · a7 чёрная пешка · c7 чёрный король · d7 чёрный слон · f7 чёрная пешка · h7 чёрная пешка · a6 белый слон · c6 чёрная пешка · e6 чёрная пешка · f6 чёрный слон · e5 белая ладья · f5 чёрная пешка · b4 чёрный ферзь · g4 чёрная ладья · b3 белая пешка · c3 белый конь · f3 белый ферзь · a2 белая пешка · c2 белая пешка · f2 белая пешка · g2 белая пешка · h2 белая пешка · b1 белый король · d1 белая ладья | d8 чёрная ладья · a7 чёрная пешка · c7 чёрный король · d7 чёрный слон · f7 чёрная пешка · h7 чёрная пешка · a6 белый слон · c6 чёрная пешка · e6 чёрная пешка · f6 чёрный слон · e5 белая ладья · f5 чёрная пешка · b4 чёрный ферзь · g4 чёрная ладья · b3 белая пешка · c3 белый конь · f3 белый ферзь · a2 белая пешка · c2 белая пешка · f2 белая пешка · g2 белая пешка · h2 белая пешка · b1 белый король · d1 белая ладья | 5 |
| 4 | d8 чёрная ладья · a7 чёрная пешка · c7 чёрный король · d7 чёрный слон · f7 чёрная пешка · h7 чёрная пешка · a6 белый слон · c6 чёрная пешка · e6 чёрная пешка · f6 чёрный слон · e5 белая ладья · f5 чёрная пешка · b4 чёрный ферзь · g4 чёрная ладья · b3 белая пешка · c3 белый конь · f3 белый ферзь · a2 белая пешка · c2 белая пешка · f2 белая пешка · g2 белая пешка · h2 белая пешка · b1 белый король · d1 белая ладья | d8 чёрная ладья · a7 чёрная пешка · c7 чёрный король · d7 чёрный слон · f7 чёрная пешка · h7 чёрная пешка · a6 белый слон · c6 чёрная пешка · e6 чёрная пешка · f6 чёрный слон · e5 белая ладья · f5 чёрная пешка · b4 чёрный ферзь · g4 чёрная ладья · b3 белая пешка · c3 белый конь · f3 белый ферзь · a2 белая пешка · c2 белая пешка · f2 белая пешка · g2 белая пешка · h2 белая пешка · b1 белый король · d1 белая ладья | d8 чёрная ладья · a7 чёрная пешка · c7 чёрный король · d7 чёрный слон · f7 чёрная пешка · h7 чёрная пешка · a6 белый слон · c6 чёрная пешка · e6 чёрная пешка · f6 чёрный слон · e5 белая ладья · f5 чёрная пешка · b4 чёрный ферзь · g4 чёрная ладья · b3 белая пешка · c3 белый конь · f3 белый ферзь · a2 белая пешка · c2 белая пешка · f2 белая пешка · g2 белая пешка · h2 белая пешка · b1 белый король · d1 белая ладья | d8 чёрная ладья · a7 чёрная пешка · c7 чёрный король · d7 чёрный слон · f7 чёрная пешка · h7 чёрная пешка · a6 белый слон · c6 чёрная пешка · e6 чёрная пешка · f6 чёрный слон · e5 белая ладья · f5 чёрная пешка · b4 чёрный ферзь · g4 чёрная ладья · b3 белая пешка · c3 белый конь · f3 белый ферзь · a2 белая пешка · c2 белая пешка · f2 белая пешка · g2 белая пешка · h2 белая пешка · b1 белый король · d1 белая ладья | d8 чёрная ладья · a7 чёрная пешка · c7 чёрный король · d7 чёрный слон · f7 чёрная пешка · h7 чёрная пешка · a6 белый слон · c6 чёрная пешка · e6 чёрная пешка · f6 чёрный слон · e5 белая ладья · f5 чёрная пешка · b4 чёрный ферзь · g4 чёрная ладья · b3 белая пешка · c3 белый конь · f3 белый ферзь · a2 белая пешка · c2 белая пешка · f2 белая пешка · g2 белая пешка · h2 белая пешка · b1 белый король · d1 белая ладья | d8 чёрная ладья · a7 чёрная пешка · c7 чёрный король · d7 чёрный слон · f7 чёрная пешка · h7 чёрная пешка · a6 белый слон · c6 чёрная пешка · e6 чёрная пешка · f6 чёрный слон · e5 белая ладья · f5 чёрная пешка · b4 чёрный ферзь · g4 чёрная ладья · b3 белая пешка · c3 белый конь · f3 белый ферзь · a2 белая пешка · c2 белая пешка · f2 белая пешка · g2 белая пешка · h2 белая пешка · b1 белый король · d1 белая ладья | d8 чёрная ладья · a7 чёрная пешка · c7 чёрный король · d7 чёрный слон · f7 чёрная пешка · h7 чёрная пешка · a6 белый слон · c6 чёрная пешка · e6 чёрная пешка · f6 чёрный слон · e5 белая ладья · f5 чёрная пешка · b4 чёрный ферзь · g4 чёрная ладья · b3 белая пешка · c3 белый конь · f3 белый ферзь · a2 белая пешка · c2 белая пешка · f2 белая пешка · g2 белая пешка · h2 белая пешка · b1 белый король · d1 белая ладья | d8 чёрная ладья · a7 чёрная пешка · c7 чёрный король · d7 чёрный слон · f7 чёрная пешка · h7 чёрная пешка · a6 белый слон · c6 чёрная пешка · e6 чёрная пешка · f6 чёрный слон · e5 белая ладья · f5 чёрная пешка · b4 чёрный ферзь · g4 чёрная ладья · b3 белая пешка · c3 белый конь · f3 белый ферзь · a2 белая пешка · c2 белая пешка · f2 белая пешка · g2 белая пешка · h2 белая пешка · b1 белый король · d1 белая ладья | 4 |
| 3 | d8 чёрная ладья · a7 чёрная пешка · c7 чёрный король · d7 чёрный слон · f7 чёрная пешка · h7 чёрная пешка · a6 белый слон · c6 чёрная пешка · e6 чёрная пешка · f6 чёрный слон · e5 белая ладья · f5 чёрная пешка · b4 чёрный ферзь · g4 чёрная ладья · b3 белая пешка · c3 белый конь · f3 белый ферзь · a2 белая пешка · c2 белая пешка · f2 белая пешка · g2 белая пешка · h2 белая пешка · b1 белый король · d1 белая ладья | d8 чёрная ладья · a7 чёрная пешка · c7 чёрный король · d7 чёрный слон · f7 чёрная пешка · h7 чёрная пешка · a6 белый слон · c6 чёрная пешка · e6 чёрная пешка · f6 чёрный слон · e5 белая ладья · f5 чёрная пешка · b4 чёрный ферзь · g4 чёрная ладья · b3 белая пешка · c3 белый конь · f3 белый ферзь · a2 белая пешка · c2 белая пешка · f2 белая пешка · g2 белая пешка · h2 белая пешка · b1 белый король · d1 белая ладья | d8 чёрная ладья · a7 чёрная пешка · c7 чёрный король · d7 чёрный слон · f7 чёрная пешка · h7 чёрная пешка · a6 белый слон · c6 чёрная пешка · e6 чёрная пешка · f6 чёрный слон · e5 белая ладья · f5 чёрная пешка · b4 чёрный ферзь · g4 чёрная ладья · b3 белая пешка · c3 белый конь · f3 белый ферзь · a2 белая пешка · c2 белая пешка · f2 белая пешка · g2 белая пешка · h2 белая пешка · b1 белый король · d1 белая ладья | d8 чёрная ладья · a7 чёрная пешка · c7 чёрный король · d7 чёрный слон · f7 чёрная пешка · h7 чёрная пешка · a6 белый слон · c6 чёрная пешка · e6 чёрная пешка · f6 чёрный слон · e5 белая ладья · f5 чёрная пешка · b4 чёрный ферзь · g4 чёрная ладья · b3 белая пешка · c3 белый конь · f3 белый ферзь · a2 белая пешка · c2 белая пешка · f2 белая пешка · g2 белая пешка · h2 белая пешка · b1 белый король · d1 белая ладья | d8 чёрная ладья · a7 чёрная пешка · c7 чёрный король · d7 чёрный слон · f7 чёрная пешка · h7 чёрная пешка · a6 белый слон · c6 чёрная пешка · e6 чёрная пешка · f6 чёрный слон · e5 белая ладья · f5 чёрная пешка · b4 чёрный ферзь · g4 чёрная ладья · b3 белая пешка · c3 белый конь · f3 белый ферзь · a2 белая пешка · c2 белая пешка · f2 белая пешка · g2 белая пешка · h2 белая пешка · b1 белый король · d1 белая ладья | d8 чёрная ладья · a7 чёрная пешка · c7 чёрный король · d7 чёрный слон · f7 чёрная пешка · h7 чёрная пешка · a6 белый слон · c6 чёрная пешка · e6 чёрная пешка · f6 чёрный слон · e5 белая ладья · f5 чёрная пешка · b4 чёрный ферзь · g4 чёрная ладья · b3 белая пешка · c3 белый конь · f3 белый ферзь · a2 белая пешка · c2 белая пешка · f2 белая пешка · g2 белая пешка · h2 белая пешка · b1 белый король · d1 белая ладья | d8 чёрная ладья · a7 чёрная пешка · c7 чёрный король · d7 чёрный слон · f7 чёрная пешка · h7 чёрная пешка · a6 белый слон · c6 чёрная пешка · e6 чёрная пешка · f6 чёрный слон · e5 белая ладья · f5 чёрная пешка · b4 чёрный ферзь · g4 чёрная ладья · b3 белая пешка · c3 белый конь · f3 белый ферзь · a2 белая пешка · c2 белая пешка · f2 белая пешка · g2 белая пешка · h2 белая пешка · b1 белый король · d1 белая ладья | d8 чёрная ладья · a7 чёрная пешка · c7 чёрный король · d7 чёрный слон · f7 чёрная пешка · h7 чёрная пешка · a6 белый слон · c6 чёрная пешка · e6 чёрная пешка · f6 чёрный слон · e5 белая ладья · f5 чёрная пешка · b4 чёрный ферзь · g4 чёрная ладья · b3 белая пешка · c3 белый конь · f3 белый ферзь · a2 белая пешка · c2 белая пешка · f2 белая пешка · g2 белая пешка · h2 белая пешка · b1 белый король · d1 белая ладья | 3 |
| 2 | d8 чёрная ладья · a7 чёрная пешка · c7 чёрный король · d7 чёрный слон · f7 чёрная пешка · h7 чёрная пешка · a6 белый слон · c6 чёрная пешка · e6 чёрная пешка · f6 чёрный слон · e5 белая ладья · f5 чёрная пешка · b4 чёрный ферзь · g4 чёрная ладья · b3 белая пешка · c3 белый конь · f3 белый ферзь · a2 белая пешка · c2 белая пешка · f2 белая пешка · g2 белая пешка · h2 белая пешка · b1 белый король · d1 белая ладья | d8 чёрная ладья · a7 чёрная пешка · c7 чёрный король · d7 чёрный слон · f7 чёрная пешка · h7 чёрная пешка · a6 белый слон · c6 чёрная пешка · e6 чёрная пешка · f6 чёрный слон · e5 белая ладья · f5 чёрная пешка · b4 чёрный ферзь · g4 чёрная ладья · b3 белая пешка · c3 белый конь · f3 белый ферзь · a2 белая пешка · c2 белая пешка · f2 белая пешка · g2 белая пешка · h2 белая пешка · b1 белый король · d1 белая ладья | d8 чёрная ладья · a7 чёрная пешка · c7 чёрный король · d7 чёрный слон · f7 чёрная пешка · h7 чёрная пешка · a6 белый слон · c6 чёрная пешка · e6 чёрная пешка · f6 чёрный слон · e5 белая ладья · f5 чёрная пешка · b4 чёрный ферзь · g4 чёрная ладья · b3 белая пешка · c3 белый конь · f3 белый ферзь · a2 белая пешка · c2 белая пешка · f2 белая пешка · g2 белая пешка · h2 белая пешка · b1 белый король · d1 белая ладья | d8 чёрная ладья · a7 чёрная пешка · c7 чёрный король · d7 чёрный слон · f7 чёрная пешка · h7 чёрная пешка · a6 белый слон · c6 чёрная пешка · e6 чёрная пешка · f6 чёрный слон · e5 белая ладья · f5 чёрная пешка · b4 чёрный ферзь · g4 чёрная ладья · b3 белая пешка · c3 белый конь · f3 белый ферзь · a2 белая пешка · c2 белая пешка · f2 белая пешка · g2 белая пешка · h2 белая пешка · b1 белый король · d1 белая ладья | d8 чёрная ладья · a7 чёрная пешка · c7 чёрный король · d7 чёрный слон · f7 чёрная пешка · h7 чёрная пешка · a6 белый слон · c6 чёрная пешка · e6 чёрная пешка · f6 чёрный слон · e5 белая ладья · f5 чёрная пешка · b4 чёрный ферзь · g4 чёрная ладья · b3 белая пешка · c3 белый конь · f3 белый ферзь · a2 белая пешка · c2 белая пешка · f2 белая пешка · g2 белая пешка · h2 белая пешка · b1 белый король · d1 белая ладья | d8 чёрная ладья · a7 чёрная пешка · c7 чёрный король · d7 чёрный слон · f7 чёрная пешка · h7 чёрная пешка · a6 белый слон · c6 чёрная пешка · e6 чёрная пешка · f6 чёрный слон · e5 белая ладья · f5 чёрная пешка · b4 чёрный ферзь · g4 чёрная ладья · b3 белая пешка · c3 белый конь · f3 белый ферзь · a2 белая пешка · c2 белая пешка · f2 белая пешка · g2 белая пешка · h2 белая пешка · b1 белый король · d1 белая ладья | d8 чёрная ладья · a7 чёрная пешка · c7 чёрный король · d7 чёрный слон · f7 чёрная пешка · h7 чёрная пешка · a6 белый слон · c6 чёрная пешка · e6 чёрная пешка · f6 чёрный слон · e5 белая ладья · f5 чёрная пешка · b4 чёрный ферзь · g4 чёрная ладья · b3 белая пешка · c3 белый конь · f3 белый ферзь · a2 белая пешка · c2 белая пешка · f2 белая пешка · g2 белая пешка · h2 белая пешка · b1 белый король · d1 белая ладья | d8 чёрная ладья · a7 чёрная пешка · c7 чёрный король · d7 чёрный слон · f7 чёрная пешка · h7 чёрная пешка · a6 белый слон · c6 чёрная пешка · e6 чёрная пешка · f6 чёрный слон · e5 белая ладья · f5 чёрная пешка · b4 чёрный ферзь · g4 чёрная ладья · b3 белая пешка · c3 белый конь · f3 белый ферзь · a2 белая пешка · c2 белая пешка · f2 белая пешка · g2 белая пешка · h2 белая пешка · b1 белый король · d1 белая ладья | 2 |
| 1 | d8 чёрная ладья · a7 чёрная пешка · c7 чёрный король · d7 чёрный слон · f7 чёрная пешка · h7 чёрная пешка · a6 белый слон · c6 чёрная пешка · e6 чёрная пешка · f6 чёрный слон · e5 белая ладья · f5 чёрная пешка · b4 чёрный ферзь · g4 чёрная ладья · b3 белая пешка · c3 белый конь · f3 белый ферзь · a2 белая пешка · c2 белая пешка · f2 белая пешка · g2 белая пешка · h2 белая пешка · b1 белый король · d1 белая ладья | d8 чёрная ладья · a7 чёрная пешка · c7 чёрный король · d7 чёрный слон · f7 чёрная пешка · h7 чёрная пешка · a6 белый слон · c6 чёрная пешка · e6 чёрная пешка · f6 чёрный слон · e5 белая ладья · f5 чёрная пешка · b4 чёрный ферзь · g4 чёрная ладья · b3 белая пешка · c3 белый конь · f3 белый ферзь · a2 белая пешка · c2 белая пешка · f2 белая пешка · g2 белая пешка · h2 белая пешка · b1 белый король · d1 белая ладья | d8 чёрная ладья · a7 чёрная пешка · c7 чёрный король · d7 чёрный слон · f7 чёрная пешка · h7 чёрная пешка · a6 белый слон · c6 чёрная пешка · e6 чёрная пешка · f6 чёрный слон · e5 белая ладья · f5 чёрная пешка · b4 чёрный ферзь · g4 чёрная ладья · b3 белая пешка · c3 белый конь · f3 белый ферзь · a2 белая пешка · c2 белая пешка · f2 белая пешка · g2 белая пешка · h2 белая пешка · b1 белый король · d1 белая ладья | d8 чёрная ладья · a7 чёрная пешка · c7 чёрный король · d7 чёрный слон · f7 чёрная пешка · h7 чёрная пешка · a6 белый слон · c6 чёрная пешка · e6 чёрная пешка · f6 чёрный слон · e5 белая ладья · f5 чёрная пешка · b4 чёрный ферзь · g4 чёрная ладья · b3 белая пешка · c3 белый конь · f3 белый ферзь · a2 белая пешка · c2 белая пешка · f2 белая пешка · g2 белая пешка · h2 белая пешка · b1 белый король · d1 белая ладья | d8 чёрная ладья · a7 чёрная пешка · c7 чёрный король · d7 чёрный слон · f7 чёрная пешка · h7 чёрная пешка · a6 белый слон · c6 чёрная пешка · e6 чёрная пешка · f6 чёрный слон · e5 белая ладья · f5 чёрная пешка · b4 чёрный ферзь · g4 чёрная ладья · b3 белая пешка · c3 белый конь · f3 белый ферзь · a2 белая пешка · c2 белая пешка · f2 белая пешка · g2 белая пешка · h2 белая пешка · b1 белый король · d1 белая ладья | d8 чёрная ладья · a7 чёрная пешка · c7 чёрный король · d7 чёрный слон · f7 чёрная пешка · h7 чёрная пешка · a6 белый слон · c6 чёрная пешка · e6 чёрная пешка · f6 чёрный слон · e5 белая ладья · f5 чёрная пешка · b4 чёрный ферзь · g4 чёрная ладья · b3 белая пешка · c3 белый конь · f3 белый ферзь · a2 белая пешка · c2 белая пешка · f2 белая пешка · g2 белая пешка · h2 белая пешка · b1 белый король · d1 белая ладья | d8 чёрная ладья · a7 чёрная пешка · c7 чёрный король · d7 чёрный слон · f7 чёрная пешка · h7 чёрная пешка · a6 белый слон · c6 чёрная пешка · e6 чёрная пешка · f6 чёрный слон · e5 белая ладья · f5 чёрная пешка · b4 чёрный ферзь · g4 чёрная ладья · b3 белая пешка · c3 белый конь · f3 белый ферзь · a2 белая пешка · c2 белая пешка · f2 белая пешка · g2 белая пешка · h2 белая пешка · b1 белый король · d1 белая ладья | d8 чёрная ладья · a7 чёрная пешка · c7 чёрный король · d7 чёрный слон · f7 чёрная пешка · h7 чёрная пешка · a6 белый слон · c6 чёрная пешка · e6 чёрная пешка · f6 чёрный слон · e5 белая ладья · f5 чёрная пешка · b4 чёрный ферзь · g4 чёрная ладья · b3 белая пешка · c3 белый конь · f3 белый ферзь · a2 белая пешка · c2 белая пешка · f2 белая пешка · g2 белая пешка · h2 белая пешка · b1 белый король · d1 белая ладья | 1 |
|   | a | b | c | d | e | f | g | h |   |

Збандутто — Лапин, полуфинал 4-го чемпионата СССР по переписке, 1955—1957 гг.
Сицилианская защита
1. e4 c5 2. Кf3 Кc6 3. d4 cd 4. К:d4 Кf6 5. Кc3 d6 6. Сg5 e6 7. К:c6 bc 8. e5 de 9. Фf3 Сd7 10. 0-0-0 Сe7 11. С:f6 gf 12. Фg3 Фa5 13. Сc4 Фb4 14. b3 0-0-0 15. Крb1 Лhg8 16. Фf3 f5 17. Лhe1 Лg4 18. Сa6+ Крc7 19. Л:e5 Сf6 (см. диаграмму) 20. Лb5 С:c3 21. Ф:c3 Сc8 22. Фe5+. Черные сдались.
Еще одна партия Збандутто (против Салыго; открытый вариант испанской партии) вошла в теоретический справочник А. П. Сокольского «Шахматный дебют».

## Спортивные результаты
| Год                                 | Город                                 | Соревнование                          | +             | −             | =             | Результат     | Место         |
| ----------------------------------- | ------------------------------------- | ------------------------------------- | ------------- | ------------- | ------------- | ------------- | ------------- |
| 1924                                | Ленинград                             | Турнир II категории                   |               |               |               | [ 7 ]         |               |
| СОРЕВНОВАНИЯ ПО ПЕРЕПИСКЕ           |                                       |                                       |               |               |               |               |               |
| 1936                                | Турнир № 119 журнала «Шахматы в СССР» | Турнир № 119 журнала «Шахматы в СССР» |               |               |               |               |               |
| 1940—1941                           | Чемпионат СССР                        | Чемпионат СССР                        |               |               |               |               | [ 8 ]         |
| 1948—1951                           | 1-й чемпионат СССР                    | 1-й чемпионат СССР                    | 3             | 7             | 5             | 5½ из 15      | 12—13         |
| 1955—1957                           | Полуфинал 4-го чемпионата СССР        | Полуфинал 4-го чемпионата СССР        |               |               |               |               |               |
| СУДЕЙСТВО СОРЕВНОВАНИЙ ПО ПЕРЕПИСКЕ |                                       |                                       |               |               |               |               |               |
| 1952—1955                           | 2-й чемпионат СССР                    | 2-й чемпионат СССР                    | Главный судья | Главный судья | Главный судья | Главный судья | Главный судья |
| 1955—1957                           | 3-й чемпионат СССР                    | 3-й чемпионат СССР                    | Главный судья | Главный судья | Главный судья | Главный судья | Главный судья |